# Майкл Фіцджеральд
Майкл Фіцджеральд (англ. Michael Fitzgerald; нар. 17 вересня 1988) — новозеландський футболіст, захисник «Кавасакі Фронтале». У 2013 році отримав японське громадянство.

## Клубна кар'єра
2008 року потрапив до складу клубу «Альбірекс Ніїгата», але для отримання ігрової практики віддавався до молодіжної команди свого клубу Japan Soccer College, а також в оренду в японські клуби більш нижчого рівня   «Цвайген Канадзава» та «В-Варен Нагасакі». 2013 року повернувся в «Альбірекс Ніїгата» і того ж сезону дебютував у Джей-лізі. За чотири сезони з командою провів у її складі понад сто матчів в усіх турнірах.
На початку 2017 року перейшов у «Кавасакі Фронтале».

## Виступи за збірну
Дебютував 25 березня 2011 року в офіційних матчах у складі національної збірної Нової Зеландії в товариській грі проти Китаю (1:1). Згодом того ж року зіграв у двох інших товариських матчах за збірну. Після отримання 2013 року японського громадянства змушений був відмовитися від паспорта Нової Зеландії, оскільки законодавство Японії не передбачає подвійного громадянства. Через це за збірну більше грати права не мав.